# مارسيو آزيفيدو
مارسيو آزيفيدو (بالبرتغالية: Márcio Azevedo‏) هو لاعب كرة قدم برازيلي في مركز ظهير ‏، ولد في 5 فبراير 1986 في Guarabira ‏ في البرازيل. لعب مع أتلتيكو باراناينسي وبوتافوغو ريغاتاس وشاختار دونيتسك ونادي جوفنتودي ونادي فورتاليزا ونادي ميتاليست خاركيف.

## وصلات خارجية
- مارسيو آزيفيدو على موقع اتحاد أوكرانيا (الإنجليزية)
- مارسيو آزيفيدو على موقع قاعدة بيانات كرة القدم.إي يو (الإنجليزية)
- مارسيو آزيفيدو على موقع Soccerway.com (الإنجليزية)
- مارسيو آزيفيدو على موقع عالم كرة القدم.نت (الإنجليزية)
- مارسيو آزيفيدو على موقع AS.com (الإسبانية)